# RKSV Volendam in het seizoen 1964/65
Het seizoen 1964/1965 was het 10e jaar in het bestaan van de Volendamse betaaldvoetbalclub Volendam. De club kwam uit in de Eerste divisie en eindigde daarin op de vijfde plaats. Tevens deed de club mee aan het toernooi om de KNVB Beker, hierin werd in de tweede ronde verloren van DHC (2–3).

## Wedstrijdstatistieken

### Eerste divisie
|       | Alkmaar '54 | Blauw-Wit | DHC   | Eindhoven | Elinkwijk | Enschedese Boys | Excelsior | Holland Sport | N.E.C. | RBC   | Veendam | Velox | De Volewijckers | VVV   | Willem II |
| ----- | ----------- | --------- | ----- | --------- | --------- | --------------- | --------- | ------------- | ------ | ----- | ------- | ----- | --------------- | ----- | --------- |
| Thuis | 5 – 2       | 1 – 2     | 1 – 1 | 0 – 3     | 3 – 0     | 5 – 1           | 2 – 1     | 3 – 0         | 2 – 1  | 2 – 0 | 3 – 0   | 1 – 1 | 3 – 2           | 4 – 4 | 2 – 3     |
| Uit   | 4 – 3       | 2 – 1     | 1 – 4 | 2 – 2     | 1 – 0     | 1 – 3           | 2 – 4     | 0 – 1         | 4 – 2  | 3 – 1 | 1 – 2   | 1 – 1 | 2 – 1           | 2 – 2 | 3 – 0     |

### KNVB Beker
| 1e ronde                                    | Helmondia '55                             | 3 – 4 (3 – 2) | Volendam                                        |
| 4 oktober 1964 Plaats: Helmond De Braak     | Lambert Kreekels 5', 15', 42'             |               | 24' Dick Tol 24' Dick Bond 75', 81' Johan Pelk  |
| 2e ronde                                    | Volendam                                  | 2 – 3 (1 – 0) | DHC                                             |
| 6 december 1964 Plaats: Volendam Julianaweg | Johan Pelk 25' Jannie Schilder 58' (pen.) |               | 55' Eddy Blok Lex Rijnvis 83' Thijs Kwakkernaat |

## Statistieken Volendam 1964/1965

### Eindstand Volendam in de Nederlandse Eerste divisie 1964 / 1965
| Stand | Gespeeld | Gewonnen | Gelijk | Verloren | Punten | Doelpunten voor | Doelpunten tegen |
| ----- | -------- | -------- | ------ | -------- | ------ | --------------- | ---------------- |
| 5e    | 30       | 14       | 6      | 10       | 34     | 64              | 50               |

### Topscorers
| #                    | Naam            | Goal |
| -------------------- | --------------- | ---- |
| 1.                   | Dick Tol        | 17   |
| 2.                   | Johan Pelk      | 13   |
| 3.                   | Wim Kras        | 8    |
| 4.                   | Gerrie Mühren   | 7    |
| 5.                   | Dick Bond       | 5    |
| 6.                   | Jannie Schilder | 3    |
| 6.                   | Gerrie Vlak     | 3    |
| 8.                   | Ben Steur       | 2    |
| 9.                   | Piet Kes        | 1    |
| 9.                   | Dick Sier       | 1    |
| 9.                   | Jaap Smit       | 1    |
| 9.                   | Thames Tol      | 1    |
| Onbekende doelpunten |                 |      |
| –                    | Onbekend        | 2    |
| Totaal               | Totaal          | 64   |

| #      | Naam            | Goal |
| ------ | --------------- | ---- |
| 1.     | Johan Pelk      | 3    |
| 2.     | Dick Bond       | 1    |
| 2.     | Jannie Schilder | 1    |
| 2.     | Dick Tol        | 1    |
| Totaal | Totaal          | 6    |

## Voetnoten
Alkmaar '54 ·
Blauw-Wit ·
DHC ·
Elinkwijk ·
Enschedese Boys ·
Eindhoven ·
Excelsior ·
Holland Sport ·
N.E.C. ·
RBC ·
Veendam ·
Velox ·
Volendam ·
De Volewijckers ·
VVV ·
Willem II